# Velòdrom de Tortosa
El velòdrom de Tortosa és una instal·lació esportiva de la ciutat de Tortosa, inaugurada el 2 de maig de 1943.
Està situat al barri de Ferreries, al marge dret de l'Ebre, dintre del recinte de l'Estadi Municipal «Josep Otero».
Inicialment gestionat pel Club Deportiu Tortosa, el 1960 passà a la Penya Baix Ebre Ja Arribarem. A partir del 1974 s'hi entrenà la Unió Ciclista Tortosa. Posteriorment també fou utilitzat per la selecció catalana i durant els anys noranta fou seu permanent de la selecció russa, d'on sobresortí Viatxeslav Iekímov. Altres corredors que s'hi formaren foren Miquel Espinós, Miquel Mas Gayà i Guillem Blasco.
L'equipament va ser rehabilitat durant els anys 90 però a principi del segle XXI començà a perdre protagonisme, no obstant romandre actiu. El febrer de 2019 l'Ajuntament de Tortosa n'ha renovat la pista de rodadura.
S'ha de recordar que la ciutat compta també amb un Complex Ciclista, inaugurat l'any 2011, situat a la localitat de Vinallop.

## Esdeveniments

### Competicions estatals
Fou seu del Campionat d'Espanya en diverses disciplines.
- Campionat d'Espanya de velocitat: 1943, 1945 i 1978.
- Campionat d'Espanya de mig fons rere moto comercial: 1943, 1945, 1946 i 1953.
- Campionat d'Espanya de persecució individual: 1964 i 1978.
- Campionat d'Espanya de fons: 1947 i 1972.

### Competicions regionals
- Torneig Intervelòdroms: 1961 i 1965.

També s'hi celebrà el Gran Premi Internacional de Tortosa, puntuable per a la Copa del Món darrere moto (1965), hi arribà alguna etapa de la Volta ciclista a Espanya i de la Volta a Catalunya.